# Admiral Kharlamov (cacciatorpediniere)
L'Admiral Kharlamov è stato un cacciatorpediniere classe Udaloj della Marina russa, intitolato all'ammiraglio Nikolaj Kharlamov.

## Sviluppo e progettazione
Il Progetto 1155, sviluppato negli anni '70, fu un programma sovietico volto alla progettazione e costruzione di navi da combattimento specializzate. Si trattò di un tentativo di creare una classe di cacciatorpedinieri antisommergibile, poi nota come classe Udaloj, in risposta all'elevato costo delle navi multiruolo di grandi dimensioni.
La nave misurava 163 metri in lunghezza, con un baglio (larghezza) di 19,3 metri ed un pescaggio di 6,2 metri.

## Costruzione e carriera
L'Admiral Kharlamov fu impostato il 7 agosto 1986 e varato il 29 giugno 1988 presso il cantiere navale Yantar di Kaliningrad, entrando in servizio il 1° aprile 1990.
Nei primi dieci anni di attività, la nave effettuò principalmente visite a porti esteri, toccando Svezia, Norvegia e Canada. Tra il 30 giugno e il 5 luglio 1993, fece scalo nel porto canadese di Halifax, e tra il 7 e l'11 luglio nel porto statunitense di Boston. Successivamente, dall'8 all'11 luglio 1994, l'Admiral Kharlamov visitò il porto olandese di Rotterdam e fece tappa in Norvegia. Nel 1996 e nel 1997 venne considerata la migliore nave della Marina russa per la guerra antisommergibile.
Dopo il luglio 2001, terminata la partecipazione alle operazioni di ricerca del sottomarino affondato Kursk insieme all'Admiral Čabanenko, l'Admiral Kharlamov non tornò più in mare. Nel 2006 venne messo in riserva.
Alla fine del 2019, la nave si trovava nello stabilimento di Nerpa, in attesa della riparazione e modernizzazione o dello smantellamento. Nel 2020 fu ritirata dalla flotta, con l'ammainamento della bandiera di Sant'Andrea avvenuto il 2 dicembre dello stesso anno. In seguito iniziarono i preparativi per lo smantellamento presso il cantiere navale Nerpa.